# Beltana
Beltana is een plaats in de Australische deelstaat Zuid-Australië en telt 83 inwoners (2006).

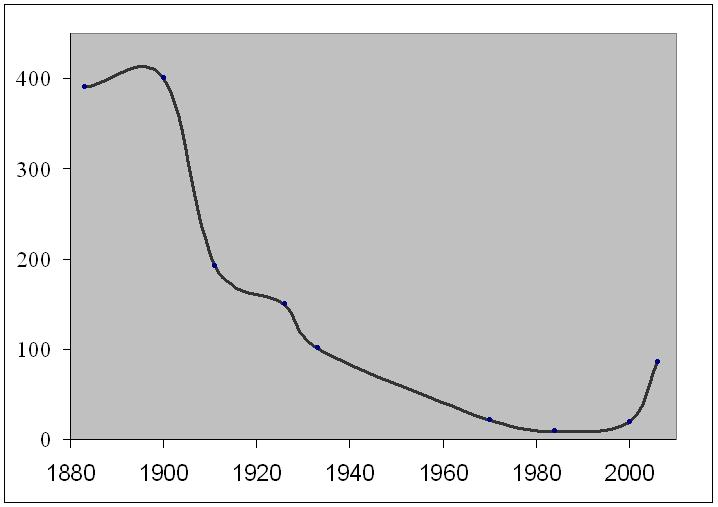
Bevolkingsontwikkeling